# Lieure
Pour les articles homonymes, voir Lieure (homonymie).
La Lieure est une rivière du département de l'Eure dans la région Normandie et un affluent de l'Andelle, donc un sous-affluent du fleuve la Seine.

## Géographie
La longueur de son cours d'eau est de 15,2 km. La Lieure prend sa source à Lorleau, à interpréter par « Lieure l'eau », c'est-à-dire « l'eau (la source) de Lieure », en bas des Hautes Avesnes, à l'altitude 99 mètres. Elle se jette dans l'Andelle après Charleval sur la commune de Fleury-sur-Andelle, à l'altitude 30 mètres.

## Communes et cantons traversées
La Lieure traverse dans le seul département de l'Eure, les six communes suivantes et deux cantons :
- - dans le sens amont vers aval - Lorleau, Lyons-la-Forêt, Rosay-sur-Lieure, Ménesqueville, Charleval, Fleury-sur-Andelle.

Soit en termes de cantons, la Lieure prend source dans le canton de Lyons-la-Forêt et conflue dans le canton de Fleury-sur-Andelle.

## Affluents
La Lieure a un seul affluent référencé : en rive gauche, le Fouillebroc, 9 km ; ce ruisseau prend sa source dans la forêt domaniale de Lyons sur la commune de Puchay et traverse Mortemer, Lisors, Touffreville, Gaillardbois-Cressenville, Rosay-sur-Lieure, Ménesqueville.

## Hydrologie
La Lieure est dans la zone hydrographique de l'Andelle, prise entre le confluent du Crevon (exclu) et le confluent de la Lieure (inclus) (H325) de 620 km2.

## Hydronymie
Le nom de la Lieure est attesté sous les formes Loiris en 1032 (charte du duc Robert le Magnifique), Le Lieurre en 1579 (Philippe d'Alcripe), Le Lieur en 1722 (Masseville), Le Lieur en 1726 (Dict. univ. de la France), Yeure en 1804 (arrêté préfectoral) et l'on y reconnait l'hydronyme indo-européen lig / lic que l'on trouve dans le nom de la Loire, anciennement Liger et le nom de lieu britannique Beverley de *Bibrolic. Le nom de Lyons-la-Forêt de *Licontio semble en dériver, celui de Lorleau également, ainsi que son association moderne au nom de la commune de Rosay-sur-Lieure.

## Écologie et Aménagements
- La Lieure a deux stations qualité implantées sur son cours, à Lyons-la-Forêt et à Charleval [1].